# マーティ・ウォルシュ
マーティ・ウォルシュ（英語 : Marty Walsh、1967年4月10日 - ）は、アメリカ合衆国の政治家。ナショナルホッケーリーグ選手会事務局長。アメリカ合衆国労働長官（第29代）、ボストン市長（第54代）、マサチューセッツ州議会下院議員などを務めた。

## 来歴
1967年4月10日、マサチューセッツ州サフォーク郡ボストン市ドーチェスターのセントマーガレット病院に生まれる。出自はアイルランド移民で、ドーチェスターのサビンヒル地区で暮らしていた。7歳の時にバーキットリンパ腫が見つかり治療にあたった。その後、ザ・ニューマン・スクールを経て、大学に進学したものの、アルコール依存症を発症し、大学を中退。治療を受けつつ、大学中退後は建設業界に進み、建築作業員を務めた。また、夜間学校に通い、2009年にはボストン大学でBAを取得した。この他、労働者組合第223支部の会長やボストン建築業組合の代表を務めた。
1997年3月、マサチューセッツ州議会下院議員の補欠選挙に出馬し、初当選。2014年まで務めた。2013年4月、ボストン市長選挙への出馬を表明。同年9月24日の予備選挙では12候補の中で最多得票を獲得し、同年11月5日の総選挙でボストン市議会議員のジョン・R・コノリーを破って初当選。2017年の自身の任期満了に伴うボストン市長選挙でもボストン市議会議員のティト・ジャクソンを破り再選を果たした。
2021年1月8日、ウォルシュを労働長官に起用することが発表され、同年3月22日、上院で労働長官に起用する人事が承認された。翌3月23日、労働長官に就任。在任中はジョー・バイデン大統領（当時）の支持基盤である労働組合との橋渡し役を担い、貨物鉄道のストライキ回避に尽力するなど、水面下での労使間協議にあたった。また、アルコール依存症の脱却プログラムに関する議論を省庁横断的に進めた。その後、ナショナルホッケーリーグ選手会の事務局長に就任することとなり、2023年3月11日に労働長官を退任した。